# ون بيس (الموسم 13)
الموسم الثالث عشر من أنمي ون بيس، أُنتج بواسطة أستوديو توي أنميشن، وبإخراج يرواكي مياموتو وتوشينوري فوكوزاوا. بدأ بث الموسم في اليابان على قناة تلفزيون فوجي من 18 أكتوبر 2009م واستمر يوم 11 يوليو 2010م، بمجموع 37 حلقة. تدور الأحداث حول اقتحام لوفي لسجن الإمبل داون لإنقاذ أخيه إيس. يتضمن الموسم 4 حلقات خاصة ممهدة للفيلم العاشر، العالم القوي.

## قائمة الحلقات

### «إمبل داون»
| الرقم | عنوان الحلقة                                                                                       | تاريخ العرض الأصلي |
| ----- | -------------------------------------------------------------------------------------------------- | ------------------ |
| 422   | «تسلّل مميت! السّجن التّحمائيّ إمبل داون!» (決死の潜入! 海底監獄インペルダウン)                        | 18 أكتوبر 2009     |
| 423   | «لقاء في الجحيم؟! الرّجل الّذي أكل فاكهة التّقطيع!» (地獄で再会!? バラバラの実の実力者!)              | 25 أكتوبر 2009     |
| 424   | «تجاوز الجحيم القرمزيّة! خطّة باغي المسبّبة للفوضى!» (破れ! 紅蓮地獄 バギーのド派手大作戦)            | 1 نوفمبر 2009      |
| 425   | «أقوى رجل في السّجن! ظهور رجل السّمّ ماجيلان!» (監獄最強の男! 毒人間マゼラン登場)                     | 8 نوفمبر 2009      |
| 426   | «عرض خاصّ مرتبط بالفيلم: بداية تحرّك طموح الأسد الذّهبيّ» (映画連動特別編 動き出す金獅子の野望)        | 15 نوفمبر 2009     |
| 427   | «عرض خاصّ مرتبط بالفيلم: الأزرق الشّرقيّ الصّغير في خطر» (映画連動特別編 狙われた小さな東の海)         | 22 نوفمبر 2009     |
| 428   | «عرض خاصّ مرتبط بالفيلم: الهجوم الشّرس لقراصنة أميغو» (映画連動特別編 アミーゴ海賊団の猛攻)          | 29 نوفمبر 2009     |
| 429   | «عرض خاصّ مرتبط بالفيلم: المعركة الحاسمة! لوفي ضدّ لارغو» (映画連動特別編 決戦! ルフィVSラルゴ)      | 6 ديسمبر 2009      |
| 430   | «شيتشيبوكاي ملكيّ في السّجن! فارس البحر جينبي» (囚われの王下七武海! 海侠のジンベエ)                  | 13 ديسمبر 2009     |
| 431   | «فخّ رئيس الحرس سالدث! المستوى 3 - جحيم الجوع!» (牢番長サルデスの罠 LV.3飢餓地獄)                   | 20 ديسمبر 2009     |
| 432   | «البجعة المحرّرة! لمّ شمل مع بون كوري!» (解き放たれた白鳥! 再会! ボン・クレー)                       | 27 ديسمبر 2009     |
| 433   | «استراتيجيّة المأمور ماجيلان! اكتمل إيقاع قبّعة القشّ في الفخّ!» (署長マゼラン動く 完成! 麦わら包囲網) | 10 يناير 2010      |
| 434   | «اجتمعت كلّ القوى! معركة المستوى 4: الجحيم الحارقة!» (全戦力集結！ LV4·焦熱地獄の決戦)              | 17 يناير 2010      |
| 435   | «قوّة ماجيلان! هروب بون كوري من المعركة!» (マゼラン強し! ボン・クレー敵前逃亡)                      | 24 يناير 2010      |
| 436   | «آن أوان النّزال! هجوم لوفي الأخير اليائس!» (雌雄決す! 捨て身のルフィ最後の一撃)                    | 31 يناير 2010      |
| 437   | « من أجل صديق! خطّة إنقاذ بون كوري اليائسة!» (友達だから ボン・クレー決死の救出行)                  | 7 فبراير 2010      |
| 438   | «فردوس في الجحيم! المستوى 5.5 من إمبل داون!» (地獄に楽園! インペルダウン LV5.5)                    | 14 فبراير 2010     |
| 439   | «يبدأ علاج لوفي! قوّة إيفا-سان الأعجوبيّة!» (ルフィ治療開始! イワさん奇跡の能力)                     | 21 فبراير 2010     |
| 440   | «آمن بالمعجزات! صرخات بون كوري من القلب!» (奇跡を信じて! ボン・クレー魂の声援)                     | 28 فبراير 2010     |
| 441   | «عودة لوفي! يبدأ إيفا-سان خطّة الهروب!» (ルフィ復活! イワさん脱獄計画始動!!)                        | 7 مارس 2010        |
| 442   | «بدأ نقل إيس! معركة الطّابق الأدنى، المستوى 6!» (エース護送開始 最下層ＬＶ６の攻防)                 | 14 مارس 2010       |
| 443   | «تمّ تشكيل الفريق الأقوى! إمبل داون يهتزّ!» (最強チーム結成 震撼! インペルダウン)                    | 21 مارس 2010       |
| 444   | «المزيد من الفوضى! ها قد أتى اللّحية السّوداء تيتش!» (さらなる混乱! 黒ひげ・ティーチ襲来!)           | 28 مارس 2010       |
| 445   | «اللّقاء الخطير! اللّحية السّوداء وشيريو المطر!» (危険な出会い！黒ひげと雨のシリュウ)                 | 4 أبريل 2010       |
| 446   | «لم أسقط مهما كان الثّمن! هانيابال الجادّ!» (意地でも倒れぬ！本気のハンニャバル)                     | 11 أبريل 2010      |
| 447   | «مسدّس الغضب النفّاث! لوفي ضدّ اللّحية السّوداء!» (怒りのJETピストル ルフィvs黒ヒゲ)                    | 18 أبريل 2010      |
| 448   | «أوقف ماجيلان! انفجار تقنيّة إيفان-سان الخفيّة!» (マゼランを止めろ！イワさん奥義炸裂)                | 28 أبريل 2010      |
| 449   | «حيلة ماجيلان الذكيّة! خطّة هروب فاشلة!» (マゼランの奇策！はばまれた脱獄計画)                        | 2 مايو 2010        |
| 450   | «فريق الهاربين في ورطة! الحركة المحظورة: شيطان السّمّ!» (脱獄チーム絶体絶命 禁じ手"毒の巨兵")        | 9 مايو 2010        |
| 451   | «هلمّي أيّتها المعجزة النّهائيّة! من بوّابة العدالة!» (起こせ最後の奇跡 正義の門を突破せよ)             | 16 مايو 2010       |
| 452   | «!إلى مقرّ البحريّة! في الطّريق لإنقاذ إيس» (目指せ海軍本部 エース救出への船出!)                      | 23 مايو 2010       |
| 453   | «مواقع الأصدقاء! تقرير ويذريا وحياوانات السّايبورغ!» (仲間達の行方 空島リポートと改造動物)          | 30 مايو 2010       |
| 454   | «مواقع الأصدقاء! زقزقة طيور عملاقة ومواجهة ورديّة!» (仲間達の行方 巨鳥のヒナと桃色の対決)           | 6 يونيو 2010       |
| 455   | «مواقع الأصدقاء! الثّوريّون وفخّ غابة الالتهام!» (仲間達の行方 革命軍と暴食の森の罠!)                 | 13 يونيو 2010      |
| 456   | «مواقع الأصدقاء! قبر ضخم ودين السّروال الدّاخليّ!» (仲間達の行方 巨大の墓標とパンツの恩)              | 20 يونيو 2010      |

## إصدارات الأقراص

### اليابانية
| المجلد                                              | المجلد                                              | المجلد   | الحلقات       | تاريخ الإصدار | مصدر.  |
| --------------------------------------------------- | --------------------------------------------------- | -------- | ------------- | ------------- | ------ |
|                                                     | 13thシーズン インペルダウン篇                       | piece.01 | 422-425       | 1 يونيو 2011  | [ 35 ] |
| piece.02                                            | 13thシーズン インペルダウン篇                       | 430-433  | 1 يونيو 2011  | [ 36 ]        |        |
| piece.03                                            | 13thシーズン インペルダウン篇                       | 434-437  | 6 يوليو 2011  | [ 37 ]        |        |
| piece.04                                            | 13thシーズン インペルダウン篇                       | 438-441  | 6 يوليو 2011  | [ 38 ]        |        |
| piece.05                                            | 13thシーズン インペルダウン篇                       | 442-445  | 3 أغسطس 2011  | [ 39 ]        |        |
| piece.06                                            | 13thシーズン インペルダウン篇                       | 446-449  | 3 أغسطس 2011  | [ 40 ]        |        |
| piece.07                                            | 13thシーズン インペルダウン篇                       | 450-453  | 7 سبتمبر 2011 | [ 41 ]        |        |
| piece.08                                            | 13thシーズン インペルダウン篇                       | 454-458  | 7 سبتمبر 2011 | [ 42 ]        |        |
| ONE PIECE Log Collection                            | "إمبل داون"                                         | 422-441  | 25 يوليو 2014 | [ 43 ]        |        |
| ONE PIECE Log Collection                            | "ماجيلان"                                           | 442-458  | 25 يوليو 2014 | [ 44 ]        |        |
| ONE PIECE FILM STRONG WORLD 連動特別篇 金獅子の野望 | ONE PIECE FILM STRONG WORLD 連動特別篇 金獅子の野望 | 426-429  | 23 يوليو 2010 | [ 45 ]        |        |

## الملاحظات
1. ↑  ترتيب الحلقات حسب أستوديو توي أنميشن.
2. ↑  ترجمة عناوين الحلقات وفق منصة كرانشي رول.